# Halictillus glabrescens
Halictillus glabrescens là một loài Hymenoptera trong họ Halictidae. Loài này được Cockerell mô tả khoa học năm 1926.